# Ladislav Olejník
Ladislav Olejník (8. května 1932 Brno – 7. června 2022 Bad Nauheim) byl český profesionální hokejista a později německý hokejový trenér.

## Klubové statistiky
| Sezóna     | Klub                | Soutěž     |     | Základní část | Základní část | Základní část | Základní část | Základní část |   | Play off | Play off | Play off | Play off | Play off |
| Sezóna     | Klub                | Soutěž     | Z   | G             | A             | B             | TM            | Z             | G | A        | B        | TM       |          |          |
| 1950–51    | ZSJ GZ Královo Pole | TCH        | 14  | 1             | 0             | 1             | —             | —             | — | —        | —        | —        |          |          |
| 1951–52    | ZSJ GZ Královo Pole | TCH        | 10  | 0             | 0             | 0             | —             | —             | — | —        | —        | —        |          |          |
| 1952–53    | ZSJ GZ Královo Pole | TCH        | 16  | 2             | 0             | 2             | —             | —             | — | —        | —        | —        |          |          |
| 1953–54    | Rudá hvězda Brno    | TCH        | 15  | 2             | 2             | 4             | —             | —             | — | —        | —        | —        |          |          |
| 1954–55    | Rudá hvězda Brno    | TCH        | 17  | 0             | 1             | 1             | —             | —             | — | —        | —        | —        |          |          |
| 1955–56    | Rudá hvězda Brno    | TCH        | 17  | 2             | 1             | 3             | —             | —             | — | —        | —        | —        |          |          |
| 1956–57    | Rudá hvězda Brno    | TCH        | 20  | 1             | 2             | 3             | —             | —             | — | —        | —        | —        |          |          |
| 1957–58    | Rudá hvězda Brno    | TCH        | 0   | 0             | 0             | 0             | —             | —             | — | —        | —        | —        |          |          |
| 1958–59    | Rudá hvězda Brno    | TCH        | 21  | 1             | 3             | 4             | —             | —             | — | —        | —        | —        |          |          |
| 1959–60    | Rudá hvězda Brno    | TCH        | 22  | 6             | 3             | 9             | —             | —             | — | —        | —        | —        |          |          |
| 1960–61    | Rudá hvězda Brno    | TCH        | 32  | 5             | 9             | 14            | —             | —             | — | —        | —        | —        |          |          |
| 1961–62    | Rudá hvězda Brno    | TCH        | 31  | 6             | 5             | 11            | —             | —             | — | —        | —        | —        |          |          |
| 1962–63    | TJ ZKL Brno         | TCH        | 32  | 1             | 11            | 12            | —             | —             | — | —        | —        | —        |          |          |
| 1963–64    | TJ ZKL Brno         | TCH        | 32  | 9             | 11            | 20            | —             | —             | — | —        | —        | —        |          |          |
| 1964–65    | TJ ZKL Brno         | TCH        | 29  | 5             | 6             | 11            | —             | —             | — | —        | —        | —        |          |          |
| 1965–66    | TJ ZKL Brno         | TCH        | 33  | 5             | 6             | 11            | —             | —             | — | —        | —        | —        |          |          |
| 1966–67    | TJ ZKL Brno         | TCH        | 31  | 3             | 4             | 7             | —             | —             | — | —        | —        | —        |          |          |
| TCH celkem | TCH celkem          | TCH celkem | 372 | 49            | 64            | 113           | —             | —             | — | —        | —        | —        |          |          |